# Metadioctria resplendens
Metadioctria resplendens là một loài ruồi trong họ Asilidae. Metadioctria resplendens được Loew miêu tả năm 1872. Loài này phân bố ở vùng Tân Bắc giới.